# Contea di Sevier (Arkansas)
La contea di Sevier, in inglese Sevier County, è una contea dello Stato dell'Arkansas, negli Stati Uniti. La popolazione al censimento del 2000 era di 15 757 abitanti. Il capoluogo di contea è De Queen.

## Storia
La contea di Sevier fu costituita nel 1827.